# Bruno Nilsson
Bruno Nilsson, född 4 oktober 1944, död  17 september 2017 i Uppsala, var en svensk lantbruksvetenskaplig forskare och administratör. 
Bruno Nilsson studerade vid Lantbrukshögskolan, senare Sveriges lantbruksuniversitet i Uppsala. Han avlade agronomexamen 1970 och agronomie doktorsexamen 1976 med en avhandling om optimering av maskinkapacitet inom lantbruket. Hanutsågs  1980 till professor i lantbruksteknik vid Sveriges lantbruksuniversitet, Uppsala. Han blev där 1992 dekanus för den lantbruksvetenskapliga fakulteten. Från 1999 till sin pensionering 2006 var han sedan verksam som sektreterare för Kungliga skogs- och lantbruksakademien i Stockholm.
Bruno Nilsson är gravsatt på Hammarby kyrkogård, Uppsala.